# Штремфель, Андрей
Андрей Штремфель (словен. Andrej Štremfelj, 13 октября 1965, Крань, Словения, СФРЮ) — словенский альпинист, горный гид, инструктор. Первый обладатель «Золотого ледоруба» (1992, за восхождение на Канченджангу по юго-западному гребню [c Марко Презелем]), кавалер высшей награды Словении за спортивные достижения — премии Блоудека (1991), а также премии Альпинистской ассоциации Словении «За достижения всей жизни» (2017). В 2018 году был награждён «Золотым ледорубом» в аналогичной номинации — «За достижения всей жизни».
Первый словенский (югославский) альпинист, поднявшийся на Эверест (1979, вместе с Нейцом Заплотником). Принял участие в более чем двадцати гималайских экспедициях. Поднялся на семь из четырнадцати восьмитысячников. Всего за альпинистскую карьеру совершил, по собственным подсчётам, более 3000 восхождений.
Живёт в Крани. Женат, имеет троих детей (Катгерина, Анже и Неза).

## Биография
Родился 17 декабря 1956 года в Крани, Словения, в семье рабочих местной текстильной фабрики Франка и Паулы Штремфелей. Альпинизмом начал заниматься в 15 лет, тогда же вступил в Краньский альпклуб. Свой первый настоящий горный опыт приобрёл во время масс-старта на вершину Стол в окрестностях Крани в январе 1972 года. Вместе со старшим родным братом Марко Андрей лазал преимущественно в родных Альпах, и за несколько лет добился впечатляющих успехов, которые не остались незамеченными со стороны опытных словенских альпинистов. В 1983 году закончил Люблянский университет (факультет физической культуры). По его окончании работал и продолжает работать учителем физкультуры в средней школе в Шкофья-Лока. С 1984 по 1987 годы возглавлял Краньский альпклуб, с 1994 по 1999 год был председателем комиссии Альпинистской ассоциации Словении. С 1982 года горный гид, инструктор Словенской ассоциации горных проводников (SMGA). В 1997 году получил лицензию IFMGA.

### Спортивная карьера

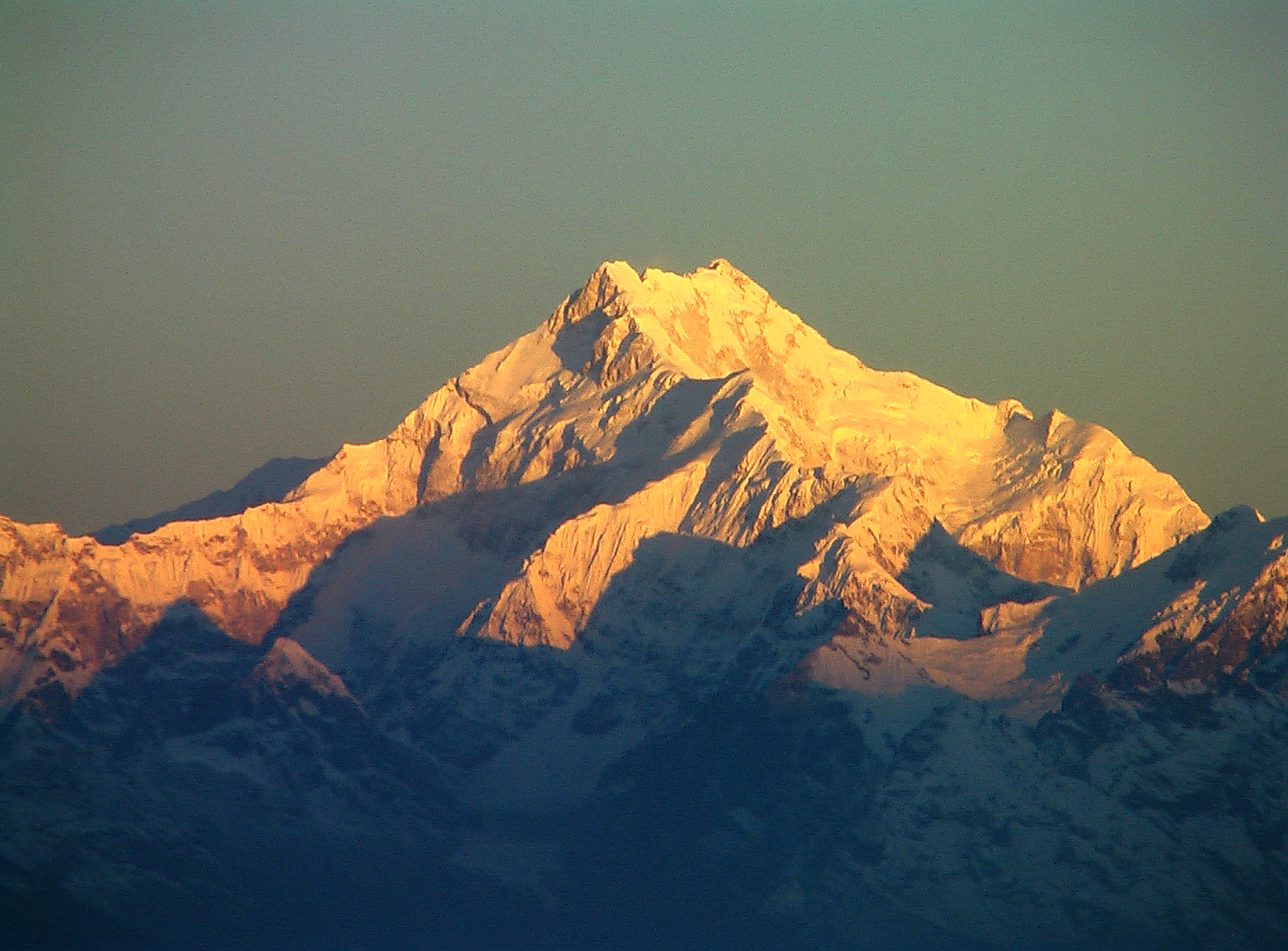
Канченджанга. Юго-западный гребень слева на фото, ближайшая видимая вершина — Южная.

В 1977 году по приглашению Нейца Заплотника, разглядевшего талант, целеустремлённость и амбициозность молодого альпиниста, Штремфель принял участие в своей первой гималайской экспедиции — на Хидден-пик (рук. Янез Лончар). Она же стала для него первой успешной — 8 июля вместе с Заплотником Андрей поднялся на вершину по новому маршруту (по юго-западному гребню). Через два года в числе участников югославской экспедиции на Эверест (рук. Тоне Шкарья) Штремфель 13 мая снова вместе с Заплотником первым из словенцев поднялся на вершину мира. Их восхождение (в классическом «осадном» стиле) по новому сложнейшему маршруту по западному гребню вершины с последующим спуском по кулуару Хорнбайна стало заметным событием в высотном альпинизме. Второй раз он поднялся на Эверест в 1990 году, на этот раз со своей супругой Марией — они стали первой супружеской парой, взошедшей на третий полюс Земли.
В 1981 году Андрей участвовал в экспедиции на Лхоцзе. В одной из первых попыток восхождения по Южной стене он, Заплотник и Павел Подгорник поднялись до высоты 8 150 м. В 1983-м в чистом альпийском стиле он покорил Пик Коммунизма (по ребру Беззубкина) на Памире (в ходе акклиматизации также Пик Корженевской), а также организовал (неудачную) экспедицию на Аннапурну (по южной стене). До конца десятилетия ему удалось взойти на Джаулагири (1985), Броуд-Пик и Гашербрум II (1986), Шишабангму (1989, словенцы прошли новый маршрут на вершину в альпийском стиле по юго-западному контрфорсу [2150 м, IV—V, 55° — 65°]. Помимо этого, были осуществлены первые восхождения на Ньянанг-Ри [Nyanang Ri, 7071 м] и Канг-Ри [Kang Ri, 6200 м]).
В 1991 году словенцы организовали большую экспедицию на Канченджангу (рук. Тоне Шкарья), в ходе которой Штремфель и Марко Презель в альпийском стиле прошли очень сложный юго-западный гребень на южную вершину массива. Во время акклиматизационных выходов они также совершили первовосхождения на Boktoh Peak (6114 м, первовосхождение) и на пик Талунг (7349 м, 20 апреля, второе восхождение, новый маршрут). Их достижение было отмечено первой в истории вручения премией «Золотой ледоруб» за лучшее восхождение года. Они также были награждены высшей наградой Словении за спортивные достижения — премией Блоудека.
В 1992 году Штремфель с Презелем совершил первовосхождение на Мелунгцзе Главную, которую в течение предыдущего десятилетия четырежды безуспешно штурмовали британские и американские альпинисты. В 1995-м с ним же он пролез новый маршрут на Северную башню в массиве Кордильера-Пайне, и в том же году вместе с супругой Марией поднялся по классическому маршруту на Чо-Ойю, ставшей седьмым восьмитысячником в его карьере.
6 октября 1999 года вместе с Марко Чаром, Петером Межнаром и Марко Презелем Андрей совершил первовосхождение на Гьячунг-Канг по северной стене, а в 2000 году под эгидой Альпинистской ассоциации Словении возглавил учебно-тренировочные сборы в Гималаях. Они, к сожалению, завершились преждевременно — в результате срыва с Джонгсонга погиб один из начинающих словенских спортсменов.
В 2004 году Андрей вместе со своей супругой поднялся на Дхаулагири (для него это стал 8-й подъём на восьмитысячник, для его жены 4-й). В 2005-м на Денали, а 6 мая 2006 года совершил первовосхождение на Янак-Чули (7090 м, по юго-западному ребру, вместе со словенцем Роком Залокаром (Rok Zalokar)). Последним высотным восхождением Андрея в карьере стал пик Аконкагуа (6960 м), на который он взошёл в 2010 году.
Всего за более чем 40-летнюю карьеру в альпинизме совершил (по собственным подсчётам) более 3000 восхождений.

## Комментарии
1. ↑  Международной ассоциации горных гидов
2. ↑  В составе участников экспедиции был его старший брат Марко
3. ↑  Подъём на Канченджангу Южную не засчитывается как восьмитысячник (только главные вершины).